# Hamaland

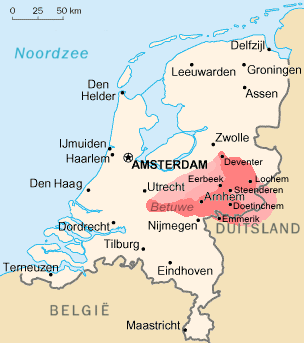
Le comté d'Hamaland du IXe siècle au XIe siècle.

Hamaland (ou Hameland ou encore Hamalant) était un comté médiéval carolingien situé dans l'est des actuels Pays-Bas. Son nom est issu des premiers habitants Chamavi qui apparurent dans la confédération des Francs nouvellement constituée. Il est situé à l'est de la rivière IJssel et au sud de la Salland (la région originelle de la tribu Franque Salii) et de la Twente (la région originelle de la tribu germaine des Tuihanti). L'Hamaland et les Chamavi ont été dirigés depuis l'Antiquité tardive par des rois indépendants, avant d'être annexés par les Francs Carolingiens.
À partir du IXe siècle, il y eut un Duché d'Hamaland, dont les dirigeants ont acquis des grandes parties du centre, de l'est et du nord de ce qui est maintenant les Pays-Bas. La même famille a aussi acquis d'importantes portions du district de Münster allemand et de terres plus au sud, probablement autour de Nassau. Lorsque la lignée des comtes s'est éteinte, l'Hamaland est devenue un des piliers des Ducs de Gueldre, et ainsi une partie du Duché de Gueldre. Les autres descendants de la lignée ont pris une certaine place dans le Duché de Clèves et dans les archevéchés d'Utrecht et de Munster.
De nos jours, l'Hamaland est une partie de la province néerlandaise de Gueldre.

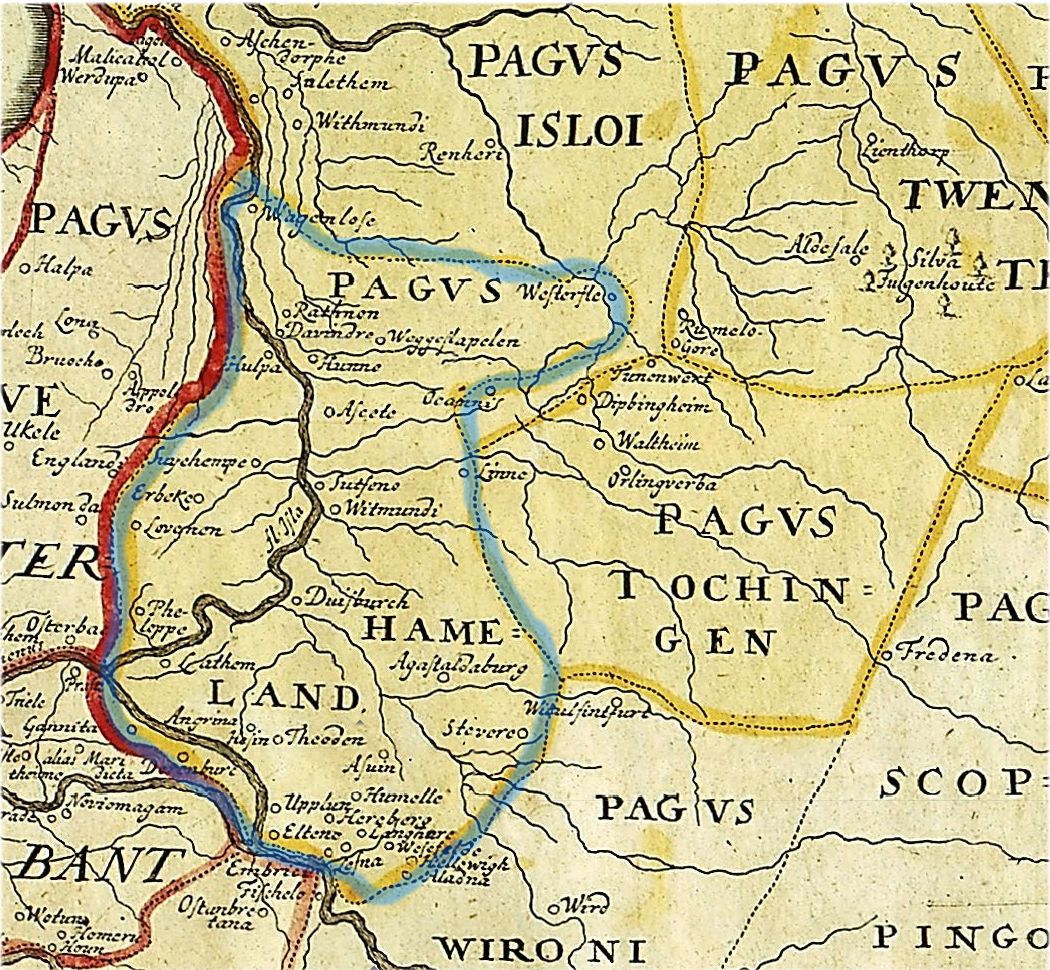
Extrait d'une carte datée de 1700-1780 indiquant l'Hamelant.

## Localisation géographique
Pendant longtemps, tout a été dit sur la taille du comté de Hamaland qui ne résiste pas à l'épreuve de la critique.
Le comté s'étendait sur les deux rives de l'IJssel, d'un peu au nord de Deventer au sud. La zone située sur la rive ouest de l'IJssel formait une bande relativement étroite le long de la rivière. La frontière occidentale traversait le Rhin approximativement à Velp, emportait avec elle l'extrême est de la Betuwe et suivait ensuite le Rhin jusqu'un peu au sud d'Emmerik. De là, la frontière orientale du Hamaland correspondait à celle entre le Sticht d'Utrecht et le prince-évêché de Münster, telles qu'elles avaient été tracées depuis la fin du VIIIe siècle et se poursuivraient jusqu'au XVIe siècle. Le Hamaland a donc deux renflements à l'est, l'un au-delà de Lochem et l'autre jusqu'à et y compris Doetinchem. Entre ces deux renflements, il s'est rétréci et a atteint sa plus petite largeur à Steenderen sur la rive est et à Eerbeek sur la rive ouest de l'IJssel. L'idée que le Hamaland englobait autrefois la Veluwe et le Flethitel (nl)  à l'ouest est basée sur une lecture erronée d'une charte de 855, tandis que l'idée que le Hamaland s'étendait vers l'est dans le Münsterland est basée sur une interprétation beaucoup trop large d'un texte de la chronique du XIIe siècle.
Le comté de Hamaland dans son étendue indiquée ci-dessus comprenait l'ancien comté d'Islo / Hisloa, l'IJsselgouw, au nord et le comté de Leomericke, le hameau de Liemers (nl), au sud. Il n'était pas rare dans l'empire carolingien de regrouper deux comtés en une seule circonscription administrative, un comté.

## Les Meginhardiens (IXe–Xesiècles)
Les comtes du Hamaland appartenaient à la famille des Meginhardiens aux IXe et Xe siècles. En l'an 800, un comte Wrachari était propriétaire foncier à Wichmond dans l'IJsselgouw. Vraisemblablement, le même Wrachari, alors pas encore associé au titre de comte, y était mentionné dès 794. Il était le fils d'un certain Brunhari et avait lui-même un fils, Meginhard Ier, dont le nom apparaît plus tard à plusieurs reprises dans la maison des comtes du Hamaland. En raison du nom de Meginhard, cette maison est également appelée Meginhardienne, mais le nom de «Brunharingen» d'après le père de Wrachari a également été utilisé.
Dans la charte susmentionnée de 855, le Billunger Wichman Ier (*?-ca 860) semble compter dans le Hamaland, peut-être en tant que fils de Meginhard Ier. Wichman Ier est suivi de son fils Meginhard II, qui n'est plus vivant en 880 . Meginhard II est le frère aîné de Wichman II, qui a eu un fils Egbert Billung[3]. Ce qui est certain, c'est que le fils de Meginhard II, Everhard Saxo (nl), a succédé à son père. En 882, Everhard était responsable de la construction d'un grand rempart circulaire à Zutphen, l'une des résidences principales du Hamaland. L'endroit avait été la cible d'une attaque viking en 882. Everhard a été assassiné en 898 par le Frison Waltger (nl), fils de Gérulf II de la maison du comte, généralement appelée Gerulfingen et dont les derniers comtes de Hollande sont issus en ligne droite. Il a laissé deux fils mineurs, Meginhard et Everhard, donc la succession en 898 est allée au frère d'Everhard, Meginhard III. Lorsque le fils de Saxo, Meginhard IV (nl), a atteint sa majorité (± 915), il a repris les comtés de son oncle. En 921, il est mentionné comme comte.
L'autre fils de Saxo, Everhard, épousa Amalrada, demi-sœur de Mathilde de Ringelheim, qui épouse, en 909, Henri, le duc de Saxe. Henri devint roi de Francie orientale en 919 et Everhard devint ainsi le beau-frère du roi. Le mariage d'Everhard et d'Amalrada a produit au moins deux fils : l'ecclésiastique Thierry, qui devint évêque de Metz en 965 et fut un éminent conseiller de l'empereur Otton Ier (règne 936-973) et de l'empereur Otton II (973-983), et un autre Everhard dont on sait seulement qu'il eut aussi un fils, Everhard, qui mourut en 978 à l'âge de dix ans chez son oncle, l'évêque Thierry, à Metz.

### Rébellion
Le comte Meginhard IV, arrivé au pouvoir vers 915 à la tête de l'Hamaland et des autres comtés de la famille (Salland, Veluwe, Drenthe, le Hunsingo avec le Fivelgo et probablement aussi le Naerdincklant ( 't Gooi ) ), participa à une révolte en 938-939 contre le roi Otton Ier qui était dirigé par le frère d'Otton, Henri, Eberhard de Franconie (en) et le beau-frère d'Otton, Giselbert, duc de Lorraine. Otton Ier a réussi à réprimer la révolte. Il a ensuite rencontré les rebelles et leur fit subir des représailles, telles que la confiscation de biens, retrait de fiefs, de postes du gouvernement, et pour Meginhard, le titre de comte.
Meginhard IV de Hamaland mourut vers 955 sur l'Eltenberg (nl), résidence de son fils Wichman IV (nl), qui y établira le Stift Elten dix ans plus tard. Dans le livre des morts de cette abbaye, Meginhard est commémoré, mais sans son titre. Il a récupéré ses biens, mais il a perdu le titre de comte après l'échec du soulèvement. Il n'était donc plus comte à sa mort.